# 波羅赤鳥屬
波羅赤鳥（學名：Boluochia）是一種反鳥亞綱鳥類，生存在白堊紀早期，约1億2100萬至1億100萬年前。 其化石发现于中國遼寧的九佛堂組。波羅赤鳥最初是由周忠和於1995年描述。 後來的研究認為它們非常接近長翼鳥，有可能屬於長翼鳥科。 波罗赤鸟属包含一模式种：郑氏波罗赤鸟（Boluochia zhengi），属名来自化石发现地辽宁省朝阳县波罗赤乡，种名则是为了纪念中国现代鸟类研究开拓者郑作新院士。